# Synthos
Synthos S.A. ist ein Unternehmen mit Sitz im südpolnischen Oświęcim. Das Unternehmen ist einer der führenden Hersteller chemischer Grundstoffe in Polen und Europas größter Hersteller von Polystyrol und Synthesekautschuk.
Der Name Synthos ist ein Kofferwort aus den griechischen Begriffen synthesis (Vereinigung) und orthos (gerade, aufrecht, richtig).

## Geschichte

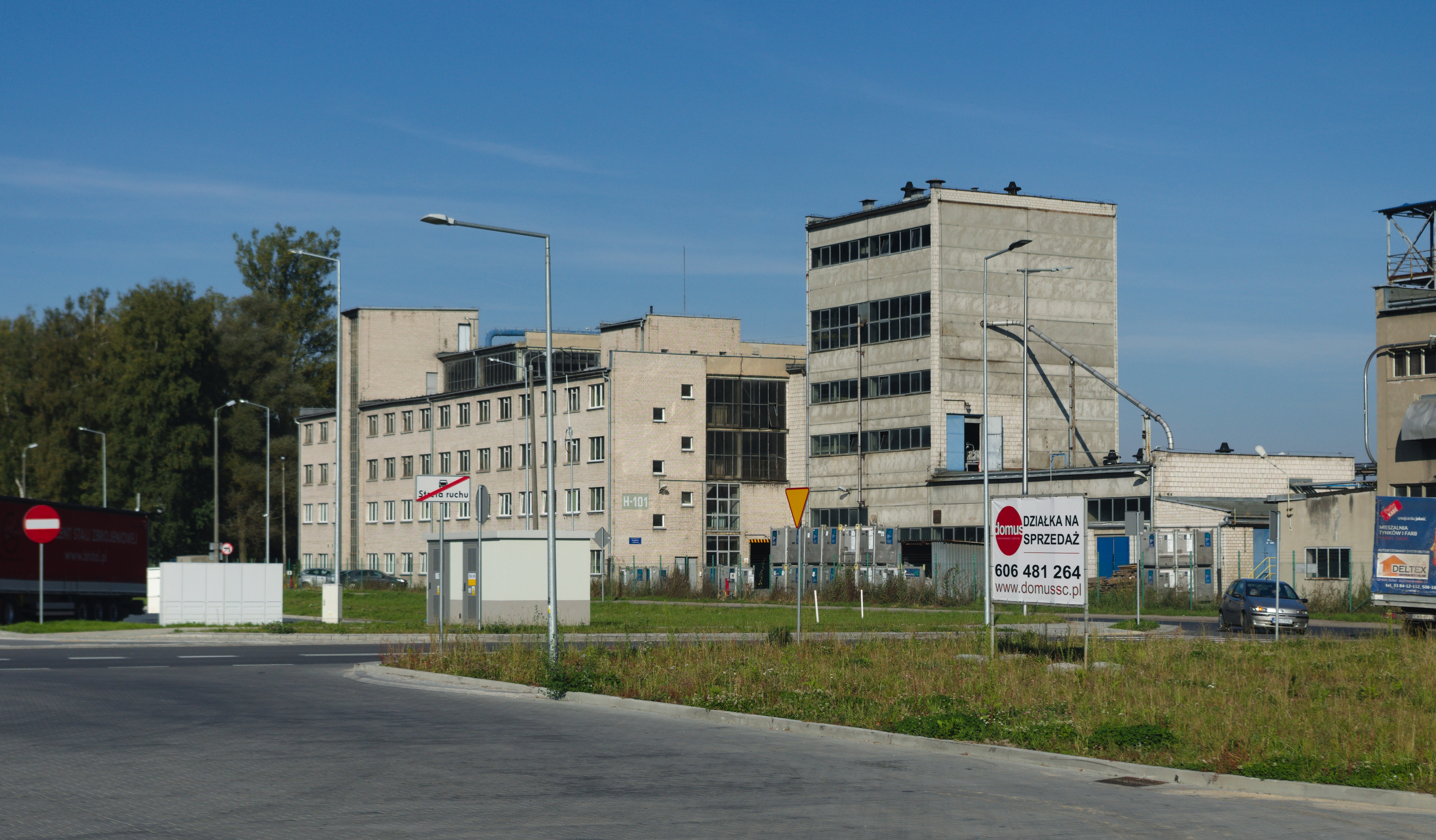
H-101, Oświęcim (2021)

Die Unternehmensgründung erfolgte am 1. September 1945 in Dwory (heute Teil der Stadt Oświęcim) unter dem Namen Fabryka Paliw Syntetycznych w Dworach (dt. Fabrik für Synthesekraftstoffe in Dwory).
Die Fabrikgebäude waren zuvor während der deutschen Besetzung Polens von der I.G. Farben als Buna-Werke errichtet worden und befanden sich in unmittelbarer Nachbarschaft zum KZ Auschwitz III Monowitz.
Es folgten mehrere Wechsel der Firmierung in Państwowe Zakłady Syntezy Chemicznej w Dworach (dt. Staatliche Betriebe für chemische Synthese in Dwory) (1946), Zakłady Syntezy Chemicznej w Dworach (dt. Betriebe für chemische Synthese in Dwory), Zakłady Chemiczne – Przedsiębiorstwo Państwowe Wyodrębnione w Oświęcimiu (dt. Chemische Betriebe – ausgegliedertes staatliches Unternehmen in Oświęcim) (1949) und Zakłady Chemiczne „Oświęcim” (dt. Chemische Betriebe „Oświęcim”) (1951).
Im Jahr 1948 begann nach der Inbetriebnahme eines Dampfkessels und eines Turbogenerators die Produktion erster chemischer Produkte: Trichlorethylen und Chlorbenzol. Ab 1950 erfolgte die Herstellung synthetischen Benzins.
Im Laufe der Fünfzigerjahre wurde die Produktion weiterer chemischer Grundstoffe wie Karbid, Acetylen, Chlor, Vinylchlorid, PVC, Methanol, Styrol und Polystyrol aufgenommen; ab 1959 erfolgte die Herstellung von Kautschuk.
Ab 1960 wurde die Produktpalette abermals erweitert: Fortan erfolgte die Herstellung von PMMA, Butanol, Oktanol, Vinylpolymeren, Katalysatoren, Ethylacetat, Salzsäure und Reinigungsmitteln. Aus wirtschaftlichen Gründen sowie mit dem Ziel der Konzentration auf die zwischenzeitlich weiterentwickelten Herstellungsprozesse für Synthesekautschuk und Latex erfolgte 1964 die Einstellung der Butadien-Produktion aus Ethylalkohol; 1968 wurde zudem die Herstellung von Ethylen aus Acetylen aufgegeben.
Etwa zeitgleich nahm die Bedeutung petrochemischer Grundstoffe in den Produktionsprozessen zu, da sich deren Einkauf als zunehmend kostengünstiger erwies, als die Verwendung bis dahin auf Kohlebasis chemisch hergestellter Grundstoffe.
Während die Siebzigerjahre von starkem Wachstum und der Modernisierung der Produktionsanlagen geprägt waren, begannen ab ca. 1980 Rationalisierungsmaßnahmen - vor allem im Hinblick auf den Personalbestand; zudem kamen bis ca. 1982 die Investitionstätigkeiten praktisch vollständig zum Erliegen. Ab etwa Mitte der Achtzigerjahre erfolgte ein stufenweises Anwachsen der zentralplanwirtschaftlich vorgegebenen Produktionsvolumina und infolgedessen auch der getätigten Investitionen. Die insbesondere zum Ende des Jahrzehnts an Bedeutung zunehmende Umweltschutzdebatte führte zudem zu einer Intensivierung der Investitionen in die Behandlung der bei der Produktion entstehenden Industrieabgase und Industrieabwässer.
Zum ersten Dezember 1994 erfolgte die Privatisierung des bis dahin  öffentlichen Unternehmens; am 12. September 1995 wurden 60 % der Anteile in den geschlossenen staatlichen Investmentfonds Narodowy Fundusz Investycyjny nr X (NFI Foksal) übertragen. Mit Beschluss der Hauptversammlung vom 28. April 1997 erfolgte die Umfirmierung in Firma Chemiczna Dwory Spółka Akcyjna (dt. Chemische Firma Dwory Aktiengesellschaft).
Am 20. Dezember 2004 erfolgte die vollständige Privatisierung des Unternehmens durch die Aufnahme des öffentlichen Handels an der Warschauer Wertpapierbörse.
Im Jahr 2007 erfolgte die Übernahme des Unternehmens Kaučuk a.s. im tschechischen Kralupy nad Vltavou von Unipetrol für 195 Mio. Euro. Am 23. Oktober 2007 erfolgte schließlich eine neuerliche Umfirmierung zu Synthos S.A.
Darüber hinaus wurde in diesem Jahr ein Kooperationsabkommen mit Michelin geschlossen, welches dem Unternehmen Zugang zu Michelins Technologie zur Herstellung von Synthesekautschuk auf Polybutadienbasis gewährte. Gleichzeitig wurde eine  mehrjährige Belieferung von Michelin durch Synthos mit diesem Rohstoff vereinbart, welcher zur Herstellung von Autoreifen eingesetzt wird.
Im Jahr 2008 erfolgte die Aufnahme der Produktion von XPS-Platten – einem im Bauwesen eingesetzten Dämmstoff.
Seit dem Jahr 2011 erforscht Synthos gemeinsam mit dem französischen Unternehmen Global Bioenergies die Herstellung von Butadien aus nachwachsenden Rohstoffen.
Nach dem Handelstag am 16. März 2012 erfolgte die Aufnahme in den WIG20-Index der größten börsengehandelten Aktiengesellschaften der Warschauer Wertpapierbörse. Im selben Jahr erfolgte die Unterzeichnung eines Lizenzabkommens mit dem amerikanischen Reifenkonzern Goodyear Tire & Rubber Company zur Herstellung von Styrol-Butadien-Kautschuk. Der Aufbau einer entsprechenden Produktionsanlage mit einem Gesamtinvestitionsvolumen von 568 Mio. Złoty (ca. 133,3 Mio. Euro), von dem etwa 147 Mio. Złoty (ca. 34,5 Mio. Euro) aus EU-Fördermitteln finanziert wurden, erfolgte bis zum Jahr 2015.
Im Jahr 2014 erfolgte die Markteinführung des Segments Synthos AGRO. Das Unternehmen produziert und vertreibt unter dieser Marke verschiedene agrochemische Produkte, vor allem Dünger und Pflanzenschutzmittel.
Im Jahr 2016 erfolgte die Übernahme von Ineos Styrenics für 80 Mio. Euro, wodurch Synthos Eigentümer der Produktionsstandorte für geschäumtes Polystyrol in Wingles und Ribécourt-Dreslincourt (Nordfrankreich) sowie Breda (Niederlande) wurde. Zum Standort Breda gehört darüber hinaus ein eigenes Forschungs- und Entwicklungszentrum.
2017 übernahm der polnische Milliardär Michał Sołowow, der schon zuvor rund 62 % der Anteile hielt, die vollständige Kontrolle an Synthos und nahm das Unternehmen anschließend von der Börse. Das Unternehmen war im WIG30-Index der Warschauer Wertpapierbörse enthalten.

## Geschäftsfelder
Die Tätigkeiten des Unternehmens sind in sechs grundlegende Segmente untergliedert:
Synthetische Kautschuke (pl. „Segment Kauczuków Syntetycznych“)Dies ist das Hauptgeschäftsfeld des Konzerns. Etwa 80 % der verkauften Produktionsvolumina gehen an Hersteller von Fahrzeugreifen. Zu den Abnehmern zählen die fünf weltweit größten Reifenhersteller (Bridgestone, Michelin, Goodyear, Continental und Pirelli). Zu den Abnehmern der verbleibenden 20 % zählen unter anderem Hersteller von Schuhsohlen, Transmissionsriemen und elastischen Schläuchen.
Styrolkunststoffe (pl. „Segment Tworzyw Styrenowych“)Dieser Geschäftsbereich befasst sich mit der Herstellung von schäumbarem Polystyrol für die Herstellung von expandiertem Polystyrol (EPS), einem verbreiteten Schaumstoff („Styropor“), der unter anderem zur Wärmedämmung von Gebäuden und in der Verpackungsindustrie zum Einsatz kommt. Zusätzlich werden auch Normal-Polystyrol (GPPS, General Purpose Polystyrene) und hoch-schlagfestes Polystyrol (HIPS, High Impact Polystyrene) hergestellt. Ein Anwendungsbereich dieser Kunststoffe ist die Herstellung von Lebensmittelverpackungen sowie Einweggeschirr und Einwegbesteck; darüber hinaus werden bspw. auch Gehäuse(teile) von Elektrogeräten (Fernseher, Computer, weiße Ware) aus Polystyrol hergestellt. Des Weiteren beschäftigt sich dieser Geschäftsbereich auch mit der Herstellung von extrudiertem Polystyrol (XPS), einem Hartschaumstoff, der in Form von Dämmplatten vor allem zur äußeren Wärmedämmung von Gebäuden zum Einsatz kommt.
Dispersionen, Klebstoffe und Latexe (pl. „Segment Dyspersji, Klejów i Lateksów“)Die Aktivitäten in diesem Geschäftsbereich umfassen die Herstellung von Dispersionen auf Acryl-, Styrol-Acrylat- und Vinylbasis, welche vor allem zur Herstellung von Farben, Acrylputzen und Grundierungen, sowie weiteren bauchemischen Produkten zum Einsatz kommen. Darüber hinaus werden Klebstoffe für die Papier- und Möbelindustrie hergestellt. Auch die Herstellung von Styrol-Butadien-Latex, einem Grundstoff für die Produktion von Schaumstoffen und Teppichen, zählt zu diesem Geschäftsbereich.
Agrarchemie (pl. „Segment Agro“)Die Tätigkeiten in diesem Geschäftsfeld umfassen die Herstellung von Pflanzenschutzmitteln, Saatschutzmitteln, Bioziden und Blattdüngern.
Versorgung (pl. „Segment Media“)In diesem Geschäftsbereich sind die Aktivitäten zur Erzeugung von elektrischer Energie und Wärmeenergie gebündelt; ebenso wie deren Übertragung.
Pflegeprodukte (pl. „Segment Care“)Dieses Geschäftsfeld befasst sich mit der Entwicklung und Herstellung sowie dem Vertrieb von Nanoträgern. Solche Trägersubstanzen dienen dazu, Wirkstoffe von Kosmetika und Nahrungsergänzungsmitteln direkt in die betroffenen Zellen zu transportieren. Auf diese Weise soll die Bioverfügbarkeit des jeweiligen Wirkstoffs erhöht und damit letztlich die Wirksamkeit des Kosmetik- oder Ergänzungsprodukts gesteigert werden.